# توم كوبر
توم كوبر (بالإنجليزية: Tom Cooper)‏ (9 أبريل 1904 المملكة المتحدة - 25 يونيو 1940 المملكة المتحدة) هو لاعب كرة قدم بريطاني سابق كان يلعب كمدافع.